# Либерална интернационала
Либерална интернационала (енгл. Liberal International) међународна је политичка организација која уједињује либералне странке, са седиштем у Лондону. Основана је 1947. године у Оксфорду да би објединила либералне организације у свјету и ојачала ширење либерализма.
Тренутни председавајући ЛИ је Хакима Ел Хаите. ЛИ броји 106 партија-чланица.